# Colonia del Cabo
La Colonia del Cabo (neerlandés: Kaapkolonie), también conocida como Cabo de Buena Esperanza, fue una colonia británica en la actual Sudáfrica, que existió desde 1795 hasta 1802, y nuevamente desde 1806 hasta 1910 cuando se unió con otras tres colonias para formar la Unión Sudafricana. Más tarde se convertiría en la Provincia del Cabo, que continuó existiendo incluso después de 1961, cuando Sudáfrica se convirtió en república, aunque temporalmente fuera de la Mancomunidad de Naciones (1961-94).

## Historia
La colonia británica fue precedida por una colonia previa, de carácter corporativo, entonces conocida como Colonia neerlandesa del Cabo; establecida desde 1652 con la fundación de Ciudad del Cabo, por el comandante neerlandés Jan van Riebeeck, quien trabajaba para la Compañía Neerlandesa de las Indias Orientales (Vereenigde Oostindische Compagnie). El Cabo estuvo bajo el dominio de la VOC desde 1652 hasta 1795. 
En 1795, cuando Napoleón ocupó las siete provincias de los Países Bajos, instaurando un estado satélite conocido como la República Napoleónica de Batavia, Gran Bretaña aprovechó para ocupar el territorio de El Cabo y controlar así el paso hacia el océano Índico, derrotando a las fuerzas neerlandesas dirigidas por el gobernador Abraham Josias Sluysken, en la batalla de Muizenberg, por lo que El Cabo pasó a manos británicas por un breve periodo; hasta que en 1802, como parte de las negociaciones entre Napoleón y una coalición de naciones europeas entre las que se encontraba Gran Bretaña, se firmó el tratado de Amiens, con lo cual, la colonia del Cabo nuevamente quedó bajo control de un gobierno neerlandés, sólo que esta vez como posesión del estado títere de la República Bátava.
Pero la inestabilidad política en Europa, seguiría repercutiendo directamente en las colonias africanas. Para Gran Bretaña, que dependía fuertemente de las rutas comerciales con sus colonias en Asia, El Cabo seguía teniendo un gran interés estratégico, mientras que del lado neerllandés, la VOC, después de varias décadas en continua decadencia, entró en bancarrota y cerró operaciones en 1799, debilitando considerablemente la capacidad neerlandesa de defender sus posesiones en ultramar. 
En 1803, se rompió la paz en Europa con el estallido de las guerras napoleónicas, por lo que Gran Bretaña, anticipándose a una inminente ocupación francesa de Colonia del Cabo, comenzó a planear una segunda invasión que finalmente llevó a cabo exitosamente en 1806, derrotando a una coalición franco-bátava en la batalla de Blaauwberg, con lo que se consiguió restablecer la posesión de la colonia, que se ratificaría en 1814 mediante la firma del tratado anglo-neerlandés, quedando así integrada al Imperio Británico hasta su independencia en 1910, año en el que pasará a formar parte de la Unión Sudafricana.

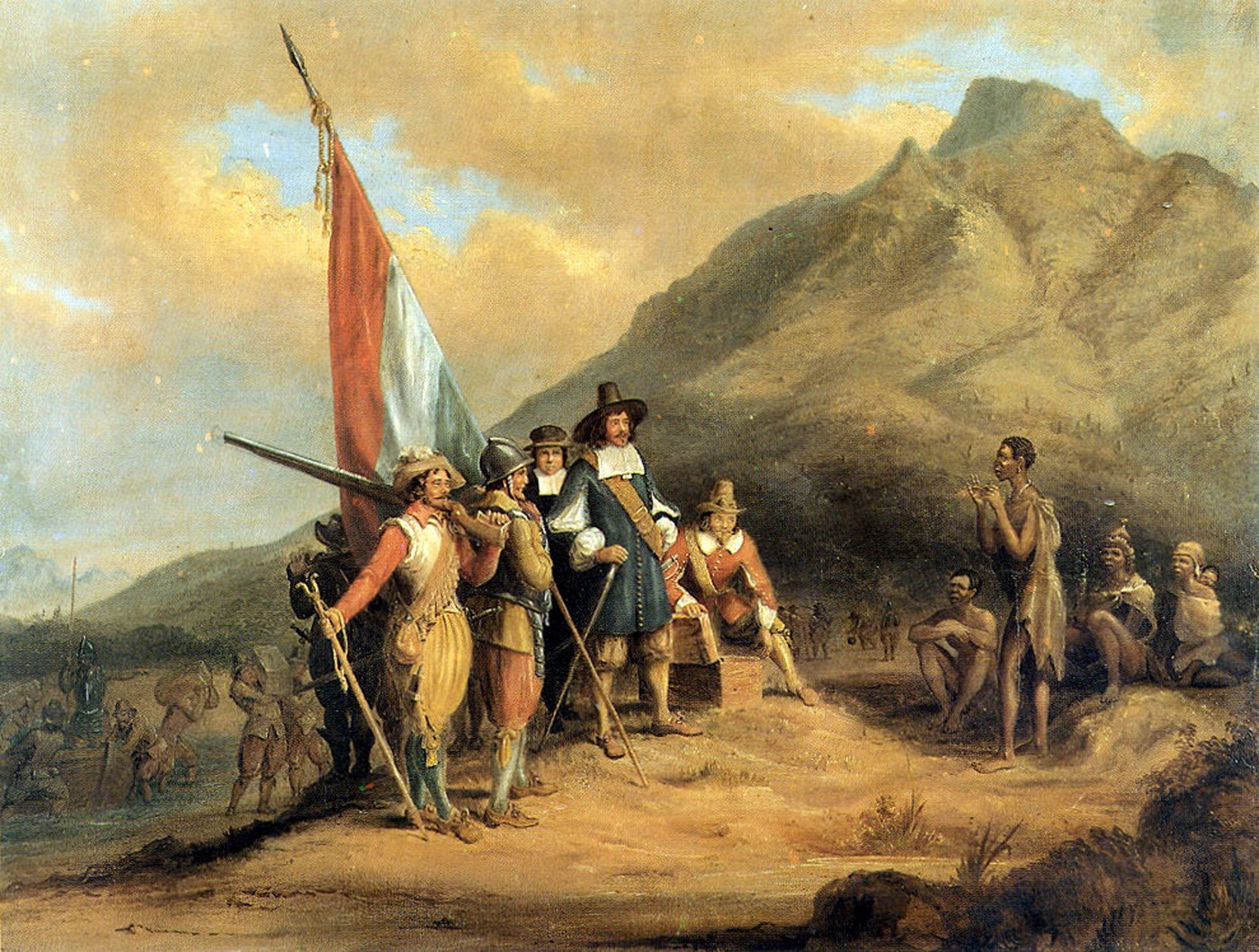
Llegada de Jan van Riebeeck a las tierras de lo que sería la Colonia del Cabo.

La colonia era coextensiva con la posterior provincia del Cabo, extendiéndose desde la costa atlántica hacia el interior y hacia el este a lo largo de la costa sur, constituyendo aproximadamente la mitad de la actual Sudáfrica: el límite oriental final, después de varias guerras contra los nativos xhosas, estaba en el río Fish. En el norte, el río Orange, conocido de forma nativa como ǂNūǃarib (río Negro) y posteriormente llamado río Gariep, sirvió como límite durante algún tiempo, aunque más tarde se le añadió parte de la tierra entre el río y el límite sur de Botsuana. A partir de 1878, la colonia también incluyó el enclave de Walvis Bay y Penguin Islands, ambos en lo que ahora es Namibia.
Se unió con otras tres colonias para formar la Unión Sudafricana en 1910. Luego pasó a llamarse provincia del Cabo de Buena Esperanza. Sudáfrica se convirtió en un estado soberano en 1931 por el Estatuto de Westminster. En 1961, se convirtió en la República de Sudáfrica. Tras la creación en 1994 de las actuales provincias sudafricanas, la provincia del Cabo se dividió en las de Cabo Oriental, Cabo Norte y Cabo Occidental, con partes más pequeñas en la provincia Noroeste.